# Hvaszo állomás
Hvaszo (Hwaseo) állomás a szöuli metró 1-es vonalának állomása Kjonggi (Gyeonggi) tartomány Szuvon (Suwon) városában. Az állomásról megközelíthető a Hvaszong (Hwaseong) erőd, valamint a Manszok (Manseok) park.

## Viszonylatok
| 1-es vonal                                                                                  | 1-es vonal                              | 1-es vonal                                                           |
| ------------------------------------------------------------------------------------------- | --------------------------------------- | -------------------------------------------------------------------- |
| Szonggjungvan (Seonggyungwan) Egyetem Szojoszan (Soyosan) és Kvangun (Gwangun) Egyetem felé | Kjongbu (Gyeongbu) szakasz személyvonat | Szuvon (Suwon) Szodongthan (Seodongtan) és Sincshang (Sinchang) felé |
| Korail                                                                                      |                                         |                                                                      |
| Szonggjungvan (Seonggyungwan) Egyetem Szöul felé                                            | Kjongbu (Gyeongbu) vonal                | Szuvon (Suwon) Puszan (Busan) felé                                   |